# 紅磡廣場

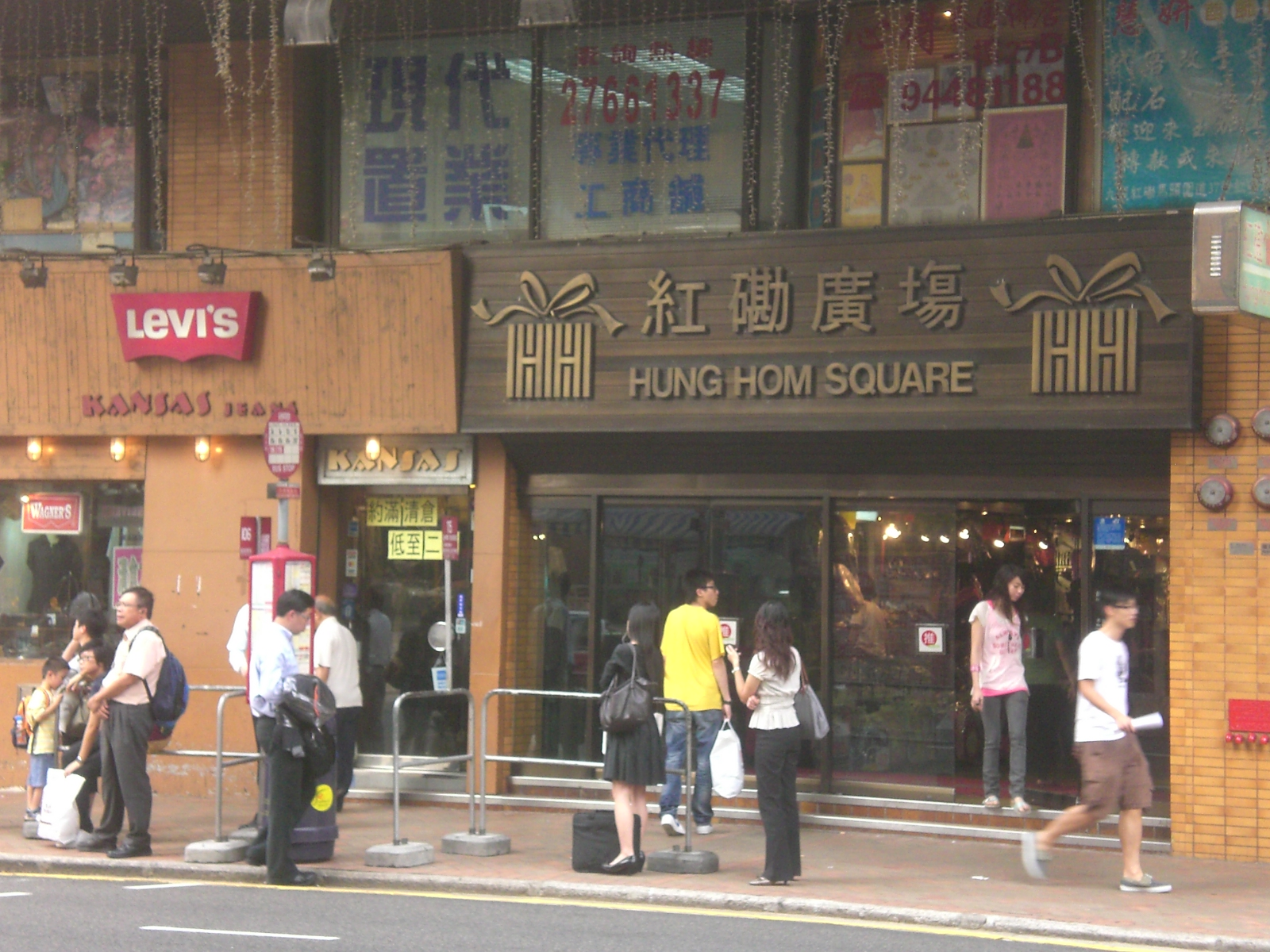
紅磡廣塲側門

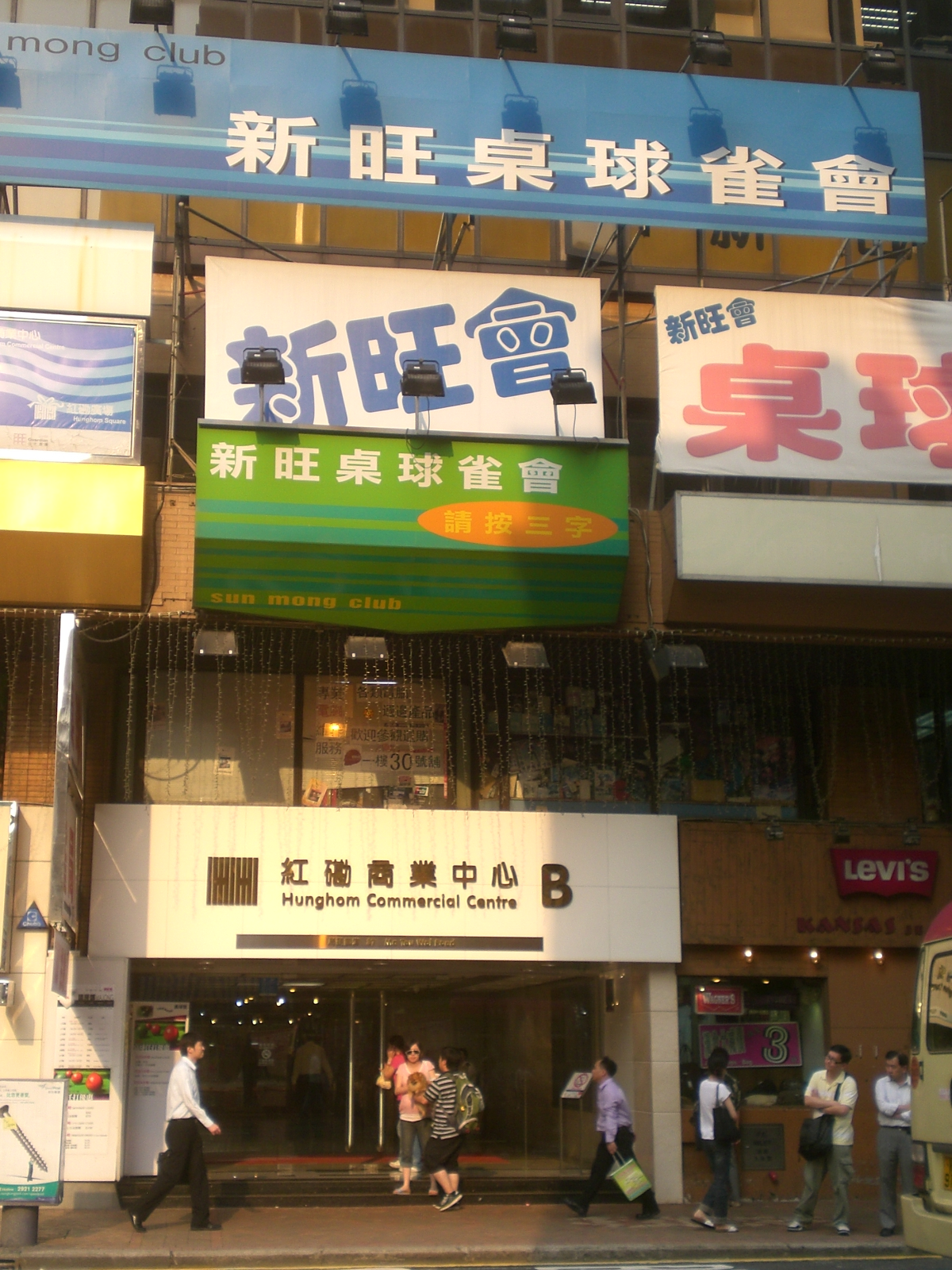
其上層商業大廈名為紅磡商業中心

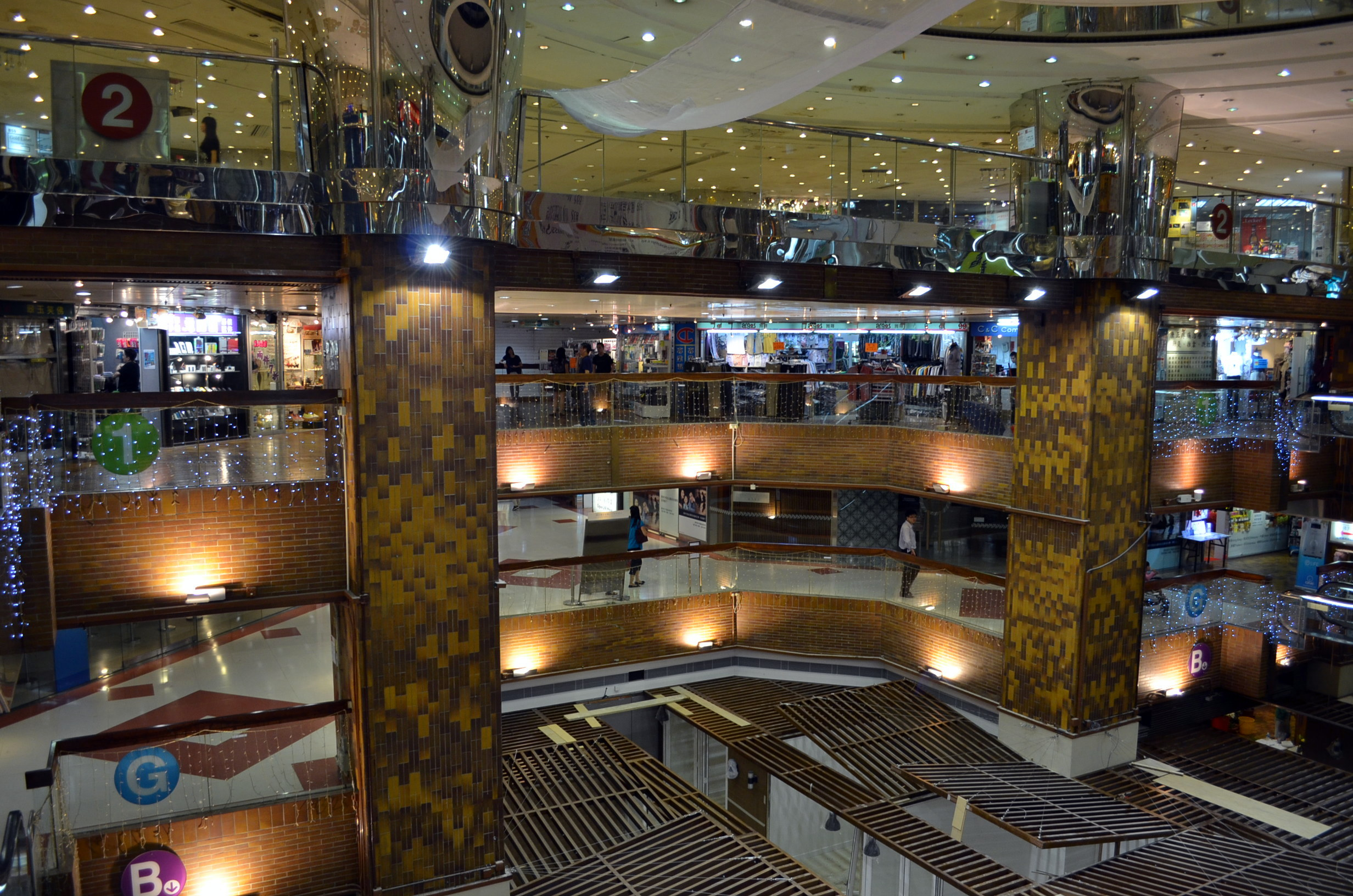
商場內部

紅磡廣塲（英語：Hung Hom Square）位於九龍九龍城區紅磡馬頭圍道37-39號，發展商為長江實業，管理公司為佳定物業管理，興業建築師樓設計，於1982年落成，是區內歷史悠久的商場之一，商場共有4層，包括一層位於地庫。商店、食肆共300餘家，大部份為獨立經營的零售商店，包括超級市場、銀行、便利店、書店、電腦店、藥房及時裝店等。其上層商業大廈名為紅磡商業中心。
商場二樓曾為酒樓，後被改建為商舖及美食廣場。美食廣場原址後來再被分拆為商舖，其中稻香集團買入店舖開設酒樓。

## 紅磡商業中心
為兩座11層高的寫字樓，總面積超過850,000平方呎，為紅磡區大型商業樓宇之一。

## 升降機配置
紅磡商業中心及紅磡廣塲升降機服務樓層列表（一律採用三菱升降機）
- No. 1（1部紅磡商業中心A座載貨升降機）：B、G、1-13
- No. 2-7（6部紅磡商業中心A座載客升降機）：G、3-13
- No. 8（1部紅磡商業中心B座載貨升降機）：B、G、1-12
- No. 9-14（6部紅磡商業中心B座載客升降機）：G、3-13
- No. 15（1部紅磡廣場載客升降機）：G、2
- No. 16（1部紅磡廣場載貨升降機）：G、2

## 連鎖式經營商戶
- 惠康超級市場
- 萬寧
- 屈臣氏
- OK便利店
- 7-11便利店
- 美心西餅
- 中國銀行( 前身為鹽業銀行）
- 匯豐銀行
- 蘊莎水療
- 順豐服務中心
- 多寶集運
- DHL
- 夢之抓物店
- 隱爪夾公仔
- 偉倫電腦

## 部份已結業商戶
- 百佳超級市場（1980年代初建分店，於1991年已遷出）
- 美國冒險樂園
- 國華戲院（1983年開業，約於2001年結業）
- 康橋教育中心
- 樓上燕窩莊
- 759阿信屋
- 渣打銀行（2024年8月結業，與黃埔新邨分行合併）

## 鄰近
- 鶴園角北帝廟
- 家維邨
- 煥然懿居

## 外景場地
- 2010年無綫電視劇集《搜下留情》涼茶舖在此取景
- 2021年無綫電視劇集《智能愛人》保安組在此取景
- 2024年無綫電視劇集《妳不是她》在此取景
- 2024年香港女子組合雷同二友歌曲《一個人行街》MV在此取景

## 外部連結
- 紅磡廣場官方網站 （页面存档备份，存于）